# Begonia marojejyensis
Begonia marojejyensis là một loài thực vật có hoa trong họ Thu hải đường. Loài này được Humbert mô tả khoa học đầu tiên năm 1955.